# Star Trek VI: Wojna o pokój
Star Trek VI: Wojna o pokój (ang. Star Trek VI: The Undiscovered Country) – szósty film fabularny osadzony w świecie Star Trek, wyprodukowany przez wytwórnię Paramount Pictures w 1991 roku. Jest to ostatni film bazujący na Star Trek:The Original Series.

## Obsada
- William Shatner – kapitan James T. Kirk
- Leonard Nimoy – kapitan Spock
- DeForest Kelley – doktor Leonard McCoy
- James Doohan – kapitan Montgomery Scott
- George Takei – kapitan Hikaru Sulu
- Walter Koenig – komandor Pavel Chekov
- Nichelle Nichols – komandor Nyota Uhura
- Grace Lee Whitney – komandor Janice Rand
- Mark Lenard – ambasador Sarek

## Fabuła
W filmie tym doszukiwano się alegorii aktualnej sytuacji politycznej, zwłaszcza w odniesieniu do komunizmu. Między Klingonami a Federacją miała się toczyć zimna wojna. Filmowa katastrofa miała być odpowiednikiem Czarnobyla.
Po wybuchu księżyca, który zaopatrywał Imperium w energię, Klingoni rozpoczynają pertraktacje z Federacją w kwestii przekazania baz kosmicznych. Główna konferencja ma się odbyć w stolicy Federacji – na Ziemi. Eskortą klingońskiego kanclerza zostaje załoga statku Enterprise. W drodze na Ziemię statek Klingonów zostaje zaatakowany, a kanclerz Gorkon ginie. Za jego śmierć obwinieni zostają kapitan Kirk i dr McCoy. Po pokazowym procesie obaj zostają skazani na dożywotne uwięzienie na asteroidzie. Z pomocą przybywa im Spock. Załodze Enterprise udaje się wykryć spiskowców i umożliwić dokończenie negocjacji pokojowych. Jest to ostatnia podróż pod wodzą kapitana Kirka.